# Engelbert Humperdinck (sanger)
 Der er flere personer med dette navn, se Engelbert Humperdinck. (Se også artikler, som begynder med Engelbert Humperdinck)
Engelbert Humperdinck (født Arnold George Dorsey, 2. maj 1936) er en indisk-britisk sanger, der blev berømt internationalt i 1960'erne og 1970'erne, efter at have taget navn efter den tyske komponist Engelbert Humperdinck.
Humperdinck er i Danmark mest kendt for sange som "Can't Take My Eyes Off Of You", "Release Me", "Quando, Quando, Quando", "Spanish Eyes" og "What Now My Love".
I England lå Humperdinck bl.a. på hitlisternes første-plads i begyndelsen af 1967 med "Release me", og forhindrede derved The Beatles "Strawberry Fields Forever" i at nå første-pladsen.
I 2012 blev han valgt som Storbritanniens repræsentant ved Eurovision Song Contest 2012 af BBC.